# Djamble
Djamble est un village du Cameroun situé dans le département du Haut-Nyong et la région de l'Est.
Il fait partie de la commune de Nguelemendouka.

## Population
Selon le Plan Communal de Développement de Nguelemendouka (2012), la population locale était de 321 personnes.

## Développement
Selon le Plan Communal de Développement de Nguelemendouka (2012), plusieurs mesures ont été envisagées pour le développement de Djamble.
1. Construction et équipement d'un bloc maternel
2. Construction et équipement de deux salles de classe, la réhabilitation de deux salles de classe, l'équipement en 400 chaisettes et 200 tables rondes, la construction d'un point d’eau équipé de PMH et l'affectation de 4 enseignants dans l'école primaire de Djamble
3. Construction de deux logements d’astreintes des enseignants des écoles
4. Equipement en deux bureaux de maitre et l'affectation de deux enseignants dans l'école maternelle de Djamble
5. Construction des centres d’état civil dans le centres déjà créé
6. Réhabilitation d'un point d’eau
7. Extension du réseau électrique